# Garrocha (tauromaquia)

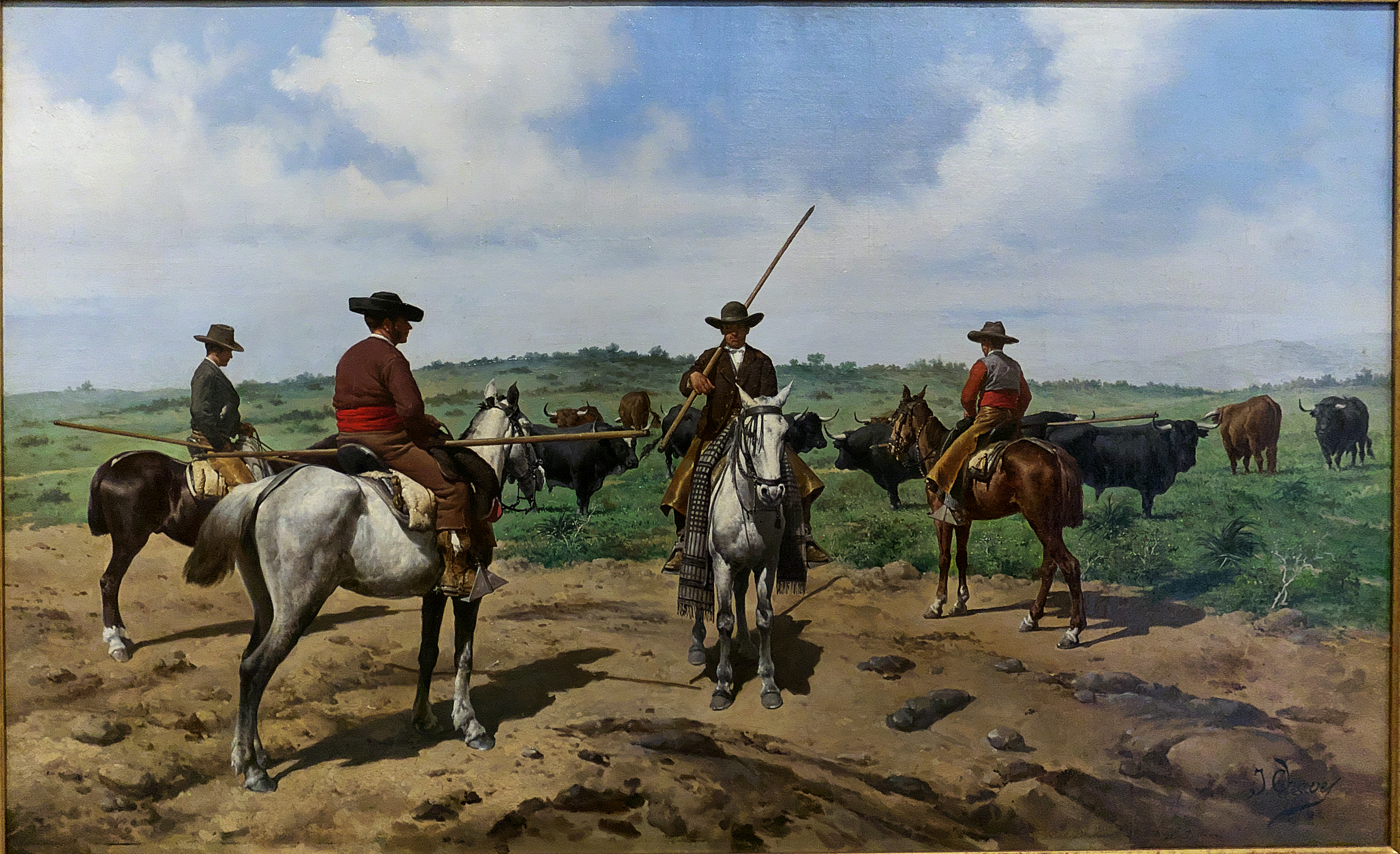
Garrochistas (José Cháves Ortiz).

La garrocha es una vara larga con una punta de acero llamada puya que usan los picadores o garrocheros para detener y picar a los toros. La garrocha o salto a la garrocha es también el nombre que recibe una suerte de torear a pie que consiste en saltar al toro ayudándose con una vara larga sin punta de acero.
La garrocha también se emplea en las faenas del campo por parte de los garrochistas, nombre que reciben los jinetes que hacen uso de esta vara para guiar las reses bravas. Otras funciones son la de acoso —término taurino para persecución— realizado en el campo abierto por una collera de garrochistas durante las tientas de reses bravos, y la de derribo o echada, cuya función es la de conocer la bravura y la embestida de la res. El acoso y derribo de reses también es un concurso hípico.

## Primeras definiciones de garrocha
La referencia más antigua que se tiene de la voz garrocha, data del año 1400 recogida por el Glosario de Toledo, documentada por el Diccionario crítico etimológico castellano e hispánico (DCECH). Garrocha aparece mencionada en La Celestina (1499) de Fernando de Rojas en el acto 1«rompen pungidos y agarrochados como toros».
El lema garrocha apareció en el Tesoro de la lengua castellana o española, conocido también como el Tesoro de Covarrubias, escrito  por Sebastián Covarrubias en 1611, considerado el primer diccionario monolingüe del castellano, y fue definida como: «la vara que se tira al toro para embravecerle con un hierro de lengüeta, que es como garra».
Pepe-Hillo describió la garrocha en su obra la Tauromaquia (1796). En 1803 fue incluida en el Diccionario de la Real Academia Española, definida como:«p. And. la vara larga», y en 1817 se definió como: «la vara larga para picar a los toros», definición que se mantuvo en la edición de 1884.
En 1925 el lema fue definido como: «vara larga para picar toros, que tiene cuatro metros de largo, cinco centímetros de grueso y una punta de tres filos, sujeta en el extremo por donde se presenta a la fiera».
La definición incluida por la RAE en 1992 se mantuvo hasta el año 2001: «vara para picar toros, de cuatro metros de largo, cinco centímetros de grueso y una punta de acero de tres filos, llamada puya, sujeta en el extremo por donde se presenta a la fiera. Se emplea especialmente en el acoso y derribo, a caballo, de reses bravas y en faenas camperas de apartado y conducción de ganado vacuno».

## Características

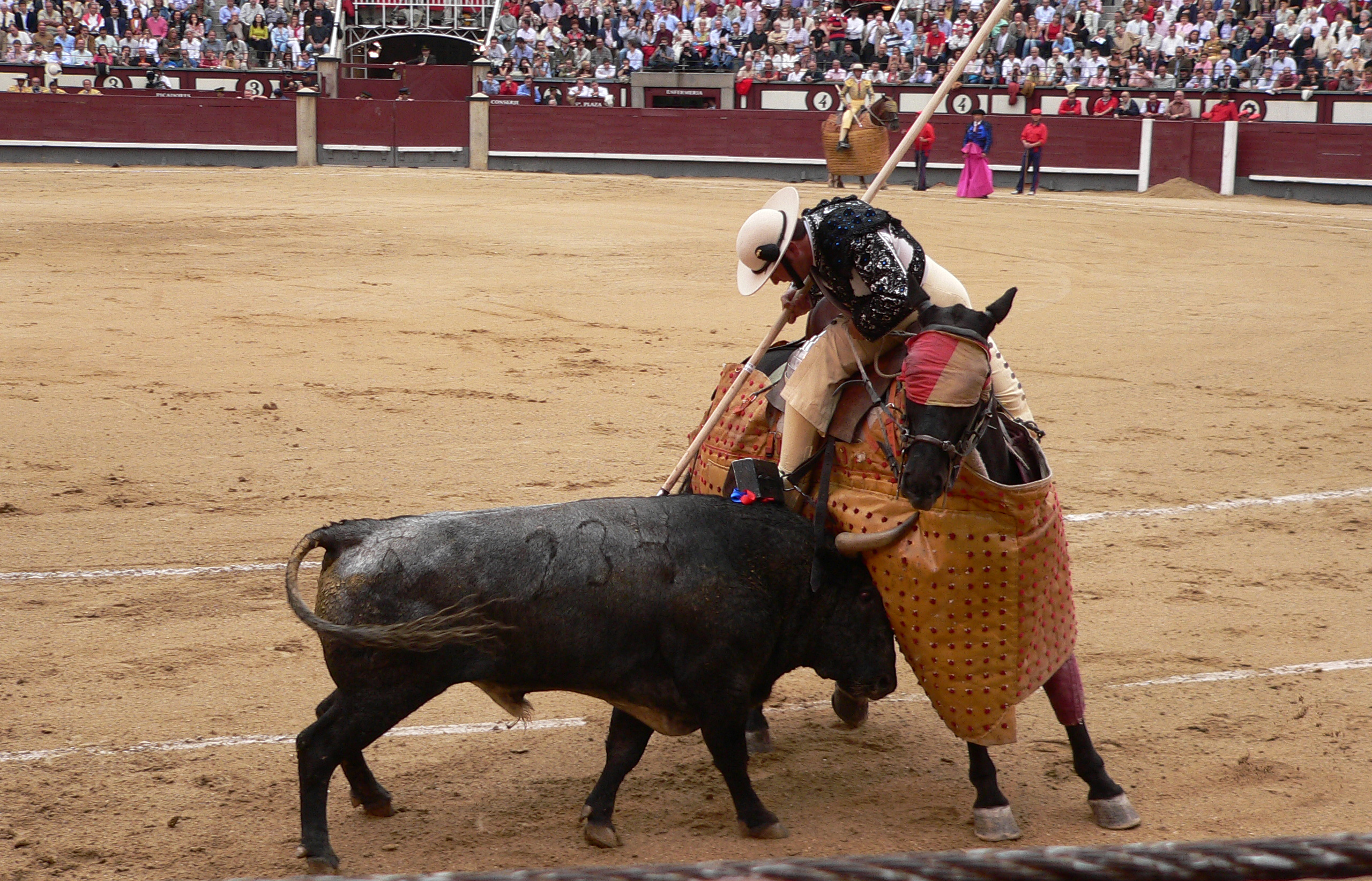
Picador con garrocha.

La longitud de la garrocha empleada para picar los toros está regulada en por el Reglamento de Espectáculos Taurinos, artículo 64, oscila entre 2,55 y 2,70 metros con la puya incluida y es de aplicación en todas las plazas de toros de España. Realizada en madera de fresno o de haya tiene forma ligeramente alabeada; su grueso es de unos 2,5 centímetros de diámetro. Al final de la garrocha o vara de detener se inserta la puya de acero de forma piramidal, tiene una longitud de 2,4 centímetros más 6 centímetros de la base donde se aloja, la garrocha queda insertada en el regatón de acero.
La garrocha empleada para el concurso de acoso y derribo de las reses a caballo tiene forma tubular y es ligeramente más larga que la mencionada para picar, su longitud está entre los 2,70 y los 3,70 metros, con una puya de 2 centímetros en un extremo. Puede realizarse en madera o en fibra de carbono, el conjunto completo se compone de la vara, el regatón donde se inserta y la puya.

## El salto de la garrocha
El salto de la garrocha es una suerte del toreo prácticamente en desuso que consiste en saltar pasando sobre un toro con la ayuda del apoyo de una garrocha. Paquiro en su Tauromaquia (1836) explica que el diestro desde el medio del ruedo y en línea recta hacia el toro dando una carrerilla a fin de citarlo y adquirir él la velocidad necesaria, al producirse el encuentro entre ambos, el lidiador apoyándose en la garrocha, se eleva pasando por encima de la res, yendo a caer por detrás del toro. Si la garrocha tiene puya debe clavarse en el suelo para mayor seguridad y si no la tiene se procurará poner para abajo la parte más delgada.  Esta suerte se realiza al inicio del tercio de banderillas o en el caso de los recortadores en cualquier momento. No debe realizarse con los toros  faltos de facultades porque pueden detenerse y caer sobre el torero sobre el toro, ni con los revoltosos porque su celo por los objetos los hace acometer hacia los objetos fácilmente y podrían coger o derribar al torero.
Se desconoce el origen exacto de la misma, hay antecedentes relacionados con el salto de la garrocha en la Taurocatapsia minoica, actividad que consistía en realizar diferentes juegos como en saltar sobre toro. En el siglo XVIII el torero Francisco Martínez, nacido en Sanlúcar de Barrameda, practicaba la suerte en varias corridas de toros en los San Fermínes de 1722 a 1731.
Francisco de Goya en uno de los grabados más conocidos que realizó para la serie la Tauromaquia representó al torero Juanito Apiñaniz realizando el salto con la vara.

## La garrocha en el campo
La garrocha es una herramienta básica de trabajo empleada en las muchas y variadas faenas camperas que se realizan en las ganaderías de toros bravos. El mayoral y los vaqueros a caballo hacen uso de la misma para ayudarse en el manejo de las reses bravas o para los traslados guiados a caballo dentro o fuera de las fincas. Se trata de un elemento esencial empleado en el acoso y derribo en los tentaderos en campos abiertos cuyo fin es seleccionar o apartar las reses de entre 2 y 3 años según sea valorada su bravura. Este proceso tiene como objetivo además de conocer las características del novillo, para seleccionar futuros sementales dentro de la ganadería, el proceso es dejar suelta a la res en el campo o en un corredero tras lo cual se realiza una persecución por parte de dos jinetes que portan  una garrocha, en el momento de alcanzarla se la derriba con usando la garrocha con una técnica específica. Tras el acoso y derribo se realiza una tienta en el tentadero, un aplaza de pequeñas dimensiones dentro de la finca ganadera, con el fin de afinar la selección.

## La garrocha en hípica
La garrocha se emplea en un tipo de concurso hípico de acoso y derribo de reses que consiste en realizar las mismas funciones que en las ganaderías de reses bravas, con la variante de ser una competición. En Andalucía está regula por la Junta de Andalucía con un reglamento específico que detalla las características de las garrochas, las condiciones requeridas para los jinetes y las modalidades. En el concurso se valoran las habilidades de los jinetes en el manejo de la garrocha. Entre los puntos a valorar están la monta de la garrocha, la colocación de la misma sobre la res que se va a derribar, la forma de echarla y por último la forma en la que jinete finaliza la acción apartándose del animal. Esta modalidad en el uso de la garrocha tiene su origen en la profesionalización del oficio de garrochista, por lo está considerado un deporte y una muestra de la doma de los caballos y habilidades de monta del jinete.

## Los Garrochistas de Bailén
Los Garrochistas de Bailén fueron un grupo de ganaderos, vaqueros y picadores voluntarios armados con garrochas que se unieron a las órdenes del capitán José Cheriff para detener a las tropas francesas que se adentraban en España. Tomaron Mengíbar (Jaén) el 16 de julio de 1808 y días después, el 19 de julio, participaron en la Batalla de Bailén. Integrados por varios escuadrones, formaron la 1ª división con ciento cuatro garrochistas de Jérez de la Frontera y Utrera más otros 808 garrochistas de Carmona (Sevilla). De los más de novecientos garrochistas que participaron en la contienda solamente sobrevivieron una treintena, estos pocos entraron con las tropas españolas en Madrid, donde fueron vitoreados.
Finalizada la batalla los garrochistas persiguieron a las tropas francesas junto a las tropas del ejército español. Tras la toma de Jerez por parte de las tropas francesas fueron buscados para ser detenidos, los galos ofrecieron recompensas económicas a quien facilitara informes para la localización de los garrochistas. Muchos garrochistas fueron apresados y condenados a la horca bajo advertencia a los lugareños de ser fusilados si les prestaban cualquier auxilio. Los garrochistas continuaron uniéndose al ejército español hasta que los franceses fueron vencidos definitivamente.
El ganadero y poeta autor de La Toriada Fernando Villalón conocido como el poeta de la garrocha, escribió una serie de poemas llamados Garrochistas incluidos en la obra del poeta Romances del 800, en recuerdo de estos hombres.

## Otros usos
Aparte de emplearla en la lidia de toros bravos y de ser una herramienta empleada en las faenas con el ganado de reses bravas, la garrocha también es nombre que recibe la pértiga de una prueba de atletismo denominada salto de pértiga. 